# Экономика Манитобы
Экономика Манитобы — экономика канадской провинции Манитоба, характеризующаяся рыночными отношениями и основанная главным образом на природных ресурсах. Ключевую роль играет сельское хозяйство, сосредоточенное в основном на плодородных почвах юга и запада провинции. Другими важными отраслями являются транспорт, производство, добыча сырья и полезных ископаемых, лесоводство, энергетика, туризм.

## Экономическая история Манитобы

Местоположение Мониторы в Канаде

Ранний период экономической истории Манитобы характеризуется мобильностью населения и активным использованием местных ресурсов. Автохтонное население следовало за стадами бизонов и участвовало в местной торговле. После прибытия первых европейских торговцев в XVII веке ключевую роль в экономике стала играть торговля бобровыми шкурками и другим мехом. Диверсификацию экономики связывают с прибытием в 1811 году первых сельскохозяйственных поселенцев при лорде Селкирке. Однако экономические успехи Компании Гудзонова Залива, которая занималась торговлей пушниной, определили приоритет пушного промысла перед сельским хозяйством в этот период времени.
Компания Гудзонова залива контролировала Землю Руперта до 1868 года. В 1870 году Монитора стала провинцией Канады, все её земли перешли в собственность федерального правительства, а поселенцам были выделены угодья для фермерства. Для развития торговли была построена сеть железных дорог, охватывающих всю страну. Экономика Манитобы в этот период зависела, главным образом, от сельского хозяйства. Диверсификация экономики началась лишь после засухи и Великой депрессии.

## Современное состояние
Экономика современной Манитобы — уверенно устойчивая, основанная главным образом на использовании собственных природных ресурсов. ВВП по состоянию на 2017 год — 71 млрд канадских долларов. Прирост за период 2015-16 гг составил 2,22 %. Среднедушевой доход в провинции по состоянию на 2016 год — 51484.89 канадских долларов. Уровень безработицы в августе 2019 составил 5,6 %.
Ведущую роль в экономике сегодня играют сельское хозяйство, туризм, энергетика, добыча нефти и полезных ископаемых и лесоводство. Сельское хозяйство сосредоточено в южной части провинции, хотя зерновые культуры выращиваются также к северу вплоть до города Де-Па. Здесь сосредоточено около 12 % всей пахотной земли Канады. Наиболее популярной отраслью сельского хозяйства является животноводство (34,6 %) за ним следует выращивание зерновых культур (19 %) и подсолнечника (7,9 %). Манитоба является крупнейшим производителем семян подсолнечника и фасоли в Канаде, а также одним из главных поставщиков картофеля. Крупнейшим центром переработки картофеля является Портидж-ла-Прери, где находятся пищевые производства, обслуживающие крупные коммерческие сети (McDonalds, Wendy’s и другие).
Оранжевая пшеничная мошка (Sitodiplosis mosellana) является крупнейшим сельскохозяйственным вредителем в Северной Америке, особенно на западе Канады и в частности в Саскачеване. Она была завезена из Европы и по неизвестным причинам широко распространилась в 1925 году от восточного побережья. Ещё более серьезной ситуация с оранжевой пшеничной мошкой стала в 1983 году, когда затронута оказалась территория на границе с Саскачеваном, на северной границе плодородных земель. Летом 1983 года выпадали особенно обильные осадки, чем и объясняют распространение вредителя.
Крупнейшими работодателями в Манитобе являются правительство и правительственные организации, включая государственные корпорации, больницы, университеты. Среди крупнейших частных работодателей — страховая компания The Great-West Life Assurance Company, продовольственная компания Cargill и другие. В Манитобе также развиты производство и туризм. Популярное туристическое направление — центр Churchill’s Arctic wildlife, небольшой городок, куда со всего мира съезжаются понаблюдать за белыми медведями и белухами. Манитоба — единственная провинция с глубоководным морским арктическим портом (в городе Черчилл), который связывает кратчайшими маршрутами Северную Америку, Европу и Азию.

## Структура экономики
В 2015 году распределение отраслей в структуре ВВП провинции Манитоба выглядело следующим образом:
11 % Торговля
10 % Производство
10 % Финансы, страхование, недвижимость
9 % Строительство
8 % Государственные услуги
6 % Транспорт и складское хозяйство
5 % Добыча полезных ископаемых
4 % Медиа, культура, искусство, развлечения
3 % Сельское хозяйство
3 % Коммунальные услуги
31 % Прочее